# Qedma Asgad
Qedma Asgad fut un Roi des Rois d'Éthiopie de 1296 à 1297, membre de la dynastie salomonide et 3e fils de Yagbéa-Syon à accéder au trône.